# August Wilhelm von Hofmann
August Wilhelm von Hofmann (8 de abril de 1818 - 5 de mayo de 1892) fue un químico alemán.

## Biografía
Hofmann nació en Gießen (Hesse).
Originalmente no tenía la intención de dedicarse a la ciencia física, así cursó Derecho y Filología en Gotinga. La cultura general que ganó le situó en un buen lugar cuando se cambió a Química, estudio que comenzó bajo Justus von Liebig. Cuando, en 1845, se creó una escuela de química práctica en Londres, al estilo del Royal College of Chemistry, Hofmann, en gran parte a través de la influencia del príncipe consorte, fue designado como su primer director.
Con alguna indecisión él, entonces un Privatdozent en Bonn, aceptó la posición, que podía parecer una posición bastante precaria; pero la dificultad fue eliminada por su nombramiento como extraordinario profesor en Bonn, de donde se ausentó durante dos años, de manera que podría reanudar su carrera en Alemania si su carrera inglesa fuera insatisfactoria. Afortunadamente el college tuvo más o menos éxito, debido en gran parte a su entusiasmo y energía, y muchos de los hombres que se educaron allá posteriormente dejaron huella en la historia de la química.
En 1864 volvió a Bonn, y en el año siguiente fue elegido para suceder a Eilhard Mitscherlich como profesor de química y director del laboratorio en la Universidad de Berlín.
El trabajo de Hofmann cubrió un amplio rango de la química orgánica. Su primera investigación, llevada a cabo en el laboratorio de Liebig en Giessen, fue sobre el alquitrán de hulla y las bases orgánicas en gas de carbón nafta establecieron la naturaleza de la anilina. A esta sustancia él solía referirse como su primer amor, y fue un amor al que permaneció fiel durante toda su vida. Su percepción de la analogía entre ella y el amoníaco le llevó a su famoso trabajo sobre las aminas y las bases amónicas y los compuestos orgánicos de fósforo mientras sus investigaciones sobre la rosanilina, que preparó por primera vez, formó la primera de una serie de investigaciones en los colorantes que acabó con la quinolina roja en 1887.